# Gallicolumba menagei
La paloma apuñalada de Tawitawi  (Gallicolumba menagei), o la corazón sangrante Tawi-tawi, es una especie de ave columbiforme de la familia Columbidae endémica de la isla de Tawi-Tawi y sus islotes adyacentes, en el archipiélago de Joló de las Filipinas.

## Descripción
La especie es una colúmbida mediana con una cola corta. Sus plumas de color verde metálico brillante se extienden desde la frente y el píleo hasta el manto y los lados del pecho. Las plumas escapulares son de un color castaño oscuro y están bordeadas con irisaciones que pueden tener destellos violeta, verde o lila en diferentes tonalidades. También las coberteras de las alas son de color marrón oscuro, con algunas plumas de gris ceniciento en el punta para formar una ligera franja en el ala. Las coberteras primarias y mayores, así como las secundarios son de un color marrón leonado con bordes rufos, mientras que las primarias son de color marrón oscuro con las plumas más largas en tonalidades negras. Las coberteras bajo las alas de la mancha en el pecho son color castaño. La parte posterior hacia abajo de la porción superior de la cola tiene una estrecha franja rojiza-marrón con borde verde metálico o violeta. El centro de la cola es de color marrón oscuro, mientras que los bordes y puntas son gris ceniciento con una amplia franja negra; las coberteras bajo la cola son anaranjadas, mientras que bajo la cola es gris ceniciento. La zona alrededor de los ojos es de color negro con un leve tono verde brillante, y el mentón, la garganta y el pecho son de color blanco puro. La parte superior del pecho está enmarcada por grandes manchas de plumas verdes metálicas con la misma coloración del manto y forman una franja incompleta en el centro del pecho. En medio de estas manchas está una más grande de color naranja pálido con bordes difusos. El vientre es gris ceniciento. Los machos y las hembras son similares en apariencia, y el plumaje de los jóvenes es desconocido. El iris es de color gris plateado tenue. El pico es negro con una punta de color gris, y las patas son rojizas. La especie mede entre 25 y 27 cm de longitud, y su peso es desconocido.
La paloma apuñalada de Tawitawi se distingue fácilmente de la mayoría de palomas terrestres que se encuentran en Tawi-Tawi. Es muy probable que se confunda la paloma esmeralda dorsiverde (Chalcophaps indica) con la paloma apuñalada de Tawitawi, pero la paloma esmeralda dorsiverde se distingue por una mancha más grande y más blanca en los hombros, una lista superciliar blanca, y partes inferiores de color castaño oscuro. Dos ejemplares se mantuvieron como mascotas y lograron escapar de Tawi-Tawi; la especie difiere de la paloma apuñalada de Luzón (G. luzonica) al no tener la nuca y la espalda color púrpura de la paloma apuñalada de Luzón, y de la paloma apuñalada de Mindanao (G. crinigera) por carecer de franjas grises prominentes en las alas y un vientre de color naranja.
Las vocalizaciones no han sido descritas todavía.

## Taxonomía
La especie fue descrita originalmente en 1894 como Phlogoenas menagei por Frank Swift Bourns y Dean Conant Worcester. El holotipo, un macho, se recogió de la pequeña isla de Tataan de la costa de Tawi-Tawi, en octubre de 1891. El nombre específico, menagei, honra a Louis F. Menage, un magnate inmobiliario de Minnesota que financió la expedición. Es miembro de la superespecie de las palomas apuñaladas, que incluye a la paloma apuñalada de Luzón (G. luzonica), la paloma apuñalada de Mindanao (G. crinigera), la paloma apuñalada de Mindoro (G. platenae), y la paloma apuñalada de Negros (G. keayi); estas aves son tan similares que algunos autores las han considerado como una sola especie. Algunos autores sitúan a la paloma apuñalada de Tawitawi, y las otras palomas apuñaladas, y el corazón dorado (G. rufigula) en su propio subgénero, Gallicolumba. La paloma apuñalada de Tawitawi no tiene subespecies conocidas. También se conoce como «corazón sangrante Tawi-tawi».

## Distribución y hábitat
La especie es endémica de la isla de Tawi-Tawi y sus islotes cercanos en la parte sudoeste del archipiélago de Joló de las Filipinas. Se cree que fue extirpada en la parte continental de Tawi-Tawi, pero hay informes de los indígenas sobre la presencia de la especie en los islotes cercanos de Tandubatu, Dundangan y Baliungan. También hay un registro de un avistamiento del siglo xix no confirmado de la especie en la isla de Joló, en el centro del archipiélago de Joló.
La especie vive en bosques primarios y secundarios que tienen un dosel cercado. En los islotes más pequeños, vive en el bosque de la playa.

## Ecología y comportamiento
Al igual que otras palomas apuñalas, es principalmente un ave sedentaria, se alimenta en el suelo del bosque y solo vuela distancias cortas. Únicamente se encarama en los árboles con el fin de dormir poso o acompañar a su pareja. Cuando está alarmado, rápidamente se dirige a las inmediaciones de maleza. Es muy escurridizo en su hábitat boscoso, y nada más se sabe acerca de su comportamiento.

## Estado de conservación
Es considerada una especie en peligro crítico de extinción por la Unión Internacional para la Conservación de la Naturaleza. Siempre se ha sido considerado como un ave rara, y solo dos ejemplares, ambos varones, alguna vez ha sido encontrados. Los especímenes, recolectados en octubre de 1891 en el pequeño islote de Tataan, son el último vestigio de un corazón sangrante Tawi-tawi con vida. Fue buscado durante 22 días en diciembre de 1971 y brevemente en septiembre de 1991, sin éxito. La mayor parte de los bosques de Tawi-Tawi fueron arrasados por la deforestación en agosto de 1994, y la especie pudo ser extirpada en el continente. Sin embargo, un estudio etnobiológico en 1995 generó informes de que la paloma apuñalada sobrevive y es visto regularmente en los islotes cercanos de Tandubatu, Dundangan y Baliungan. También se informó que la especie era bastante común hasta la década de los setenta. A pesar de esto, una expedición en 2009 no logró encontrar ningún rastro de la especie o presentar un nuevo informe de la existencia continuada de la especie. Los islotes señalados por los informes de 1995 pueden ser demasiado pequeños para mantener una población viable. Es probable que cualquier población sobreviviente sea pequeña, y posiblemente con menos de 50 aves, y se vería amenazada por la continua destrucción del hábitat y cacería sin control. Como las palomas apuñaladas de Mindanao y de Luzón son aves de jaula muy populares, también cualquier paloma apuñalada encontrada en Tawi-Tawi podría ser una paloma apuñalada que ha escapado en lugar de la paloma apuñalada de Tawitawi indígena. No existen áreas protegidas en el archipiélago de Joló, y otra de dos iniciativas de educación ambiental en la década de los noventa no se han logrado proteger cualquier población sobreviviente.